# Rizeigat
 (septembre 2012).
Si vous disposez d'ouvrages ou d'articles de référence ou si vous connaissez des sites web de qualité traitant du thème abordé ici, merci de compléter l'article en donnant les références utiles à sa vérifiabilité et en les liant à la section « Notes et références ».

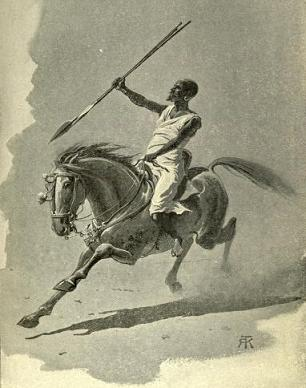
Guerrier rizeigat

Les Rizeigat (variantes : Rizigat ou Rezeigat) (ar : الرزيقات) sont une tribu baggaras arabophone à majorité musulmane. Ils sont surtout présents dans le Darfour (Soudan), mais également au Tchad voisin.
Les Rizeigat sont des éleveurs de chameaux nomades (Abbala) pour certains clans ( Mahamides, Mahariya..) et de bovins pour d'autres ( principalement au Darfour Sud) (Baggara), qui suivent des routes de migration saisonnières.[réf. nécessaire]

## Organisation
Parmi les clans Rizeigat, on compte 
- les Mahamid

les  personnalités éminentes sont Moussa Hilal, Mahamat Allamine Bourma Treyeh (ancien Ministre des finances , ancien ministre d’élevage,grand cadre d’institutions bancaires), [[Ahmat Hassaballah Soubiane]](ancien ministre et ancien ambassadeur du Tchad aux États-Unis)
- les Mahariya (Maharié)

Les personnalités éminentes sont Mohamed Hamdan Dogolo dit « Hemidti » du clan Aoulad Mansour, l'ancien vice-président soudanais Hassabou Mohamed Abdelrahman (2013-2018), l’ancien ministre de la Défense et ancien gouverneur de la région du Ouaddaï (Tchad), Bichara Issa Djadallah, lui aussi du clan Aoulad Mansour ou encore Mahamat Saleh Annadif, actuellement représentant spécial pour le Mali et chef de la Mission Multidimensionnelle de Stabilisation Intégrée des Nations unies au Mali (MINUSMA).
- les Nawaiba ou (Nawaibe,النوايبة) dont une personnalité éminente est Abdallah Ali Massar, l’ex vice président soudanais et ancien ministre

## Histoire
Les Rizeigat ont fortement soutenu le gouvernement soudanais nordiste durant la guerre civile dans sa lutte contre les sudistes de la SPLA.
Par la suite, les Rizeigat Abbala (éleveurs de chameaux) du Darfour du Nord ont également été impliqués à des degrés divers dans le conflit du Darfour au cours des décennies passées. En revanche, les Rizeigat Baggaras (éleveurs de vaches), dans le Darfour du Sud, sous l'autorité de leur nazir (chef suprême) Saïd Madibo, ont refusé de s'intégrer à l'alliance des milices janjawid combattant aux côtés de Khartoum.

## Autres personnalités rizeigat
- Abulgasim al-Amin Baraka[1], nommé gouverneur du Kordofan de l'Ouest en 2015 qui avait joué un rôle important pour mobiliser les janjawids pendant la guerre au Darfour
- Adil Hamid Dalgo[1], un cousin de Hemeidti et ministre soudanais du tourisme et de l'environnement en 2015
- Adam Jamma[1], gouverneur de l'Etat de Kassala en 2015, qui joua un rôle dans la mobilisation des janjawids
- Aboulhamid Moussa Kacha[1], mobilisateur de janjawids et ancien gouverneur du Darfour de l'Est et du Sud, nommé gouverneur de l'Etat du Nil Blanc vers 2015
- El Sadig Mohamed Ali[1], nommé ministre du commerce et de l'investissement